# Colletotrichum phaseolorum
Colletotrichum phaseolorum är en svampart som beskrevs av S. Takim. 1934. Colletotrichum phaseolorum ingår i släktet Colletotrichum och familjen Glomerellaceae.   Inga underarter finns listade i Catalogue of Life.